# Collective Soul (album 1995)
Collective Soul (conosciuto anche come Blue Album) è il secondo album dell'omonima band, pubblicato nel 1995.
Secondo il frontman Ed Roland è questo il primo album della band, in quanto considera Hints Allegations and Things Left Unsaid un album demo promozionale.

## Tracce
1. Simple – 3:45
2. Untitled – 4:01
3. The World I Know – 4:16
4. Smashing Young Man – 3:45
5. December – 4:45
6. Where the River Flows – 3:35
7. Gel – 3:00
8. She Gathers Rain – 4:31
9. When the Water Falls – 3:40
10. Collection of Goods – 4:14
11. Bleed – 4:03
12. Reunion – 2:35

Traccia bonus nell'edizione giapponese
1. That's All Right – 2:09

## Formazione
Collective Soul
- Ed Roland – voce, chitarra addizionale
- Ross Childress – chitarra solista
- Dean Roland – chitarra ritmica
- Will Turpin – basso, cori
- Shane Evans – batteria, percussioni

Altri musicisti
- David Chappell – viola
- John DiPuccio – violino
- Geremy Miller – violino
- Janet Clippard – contrabbasso
- Luis Enrique – percussioni
- Jackie Johnson – cori
- Bertram Brown – cori
- Becky Russell – cori